# Stockholms stadsarkiv

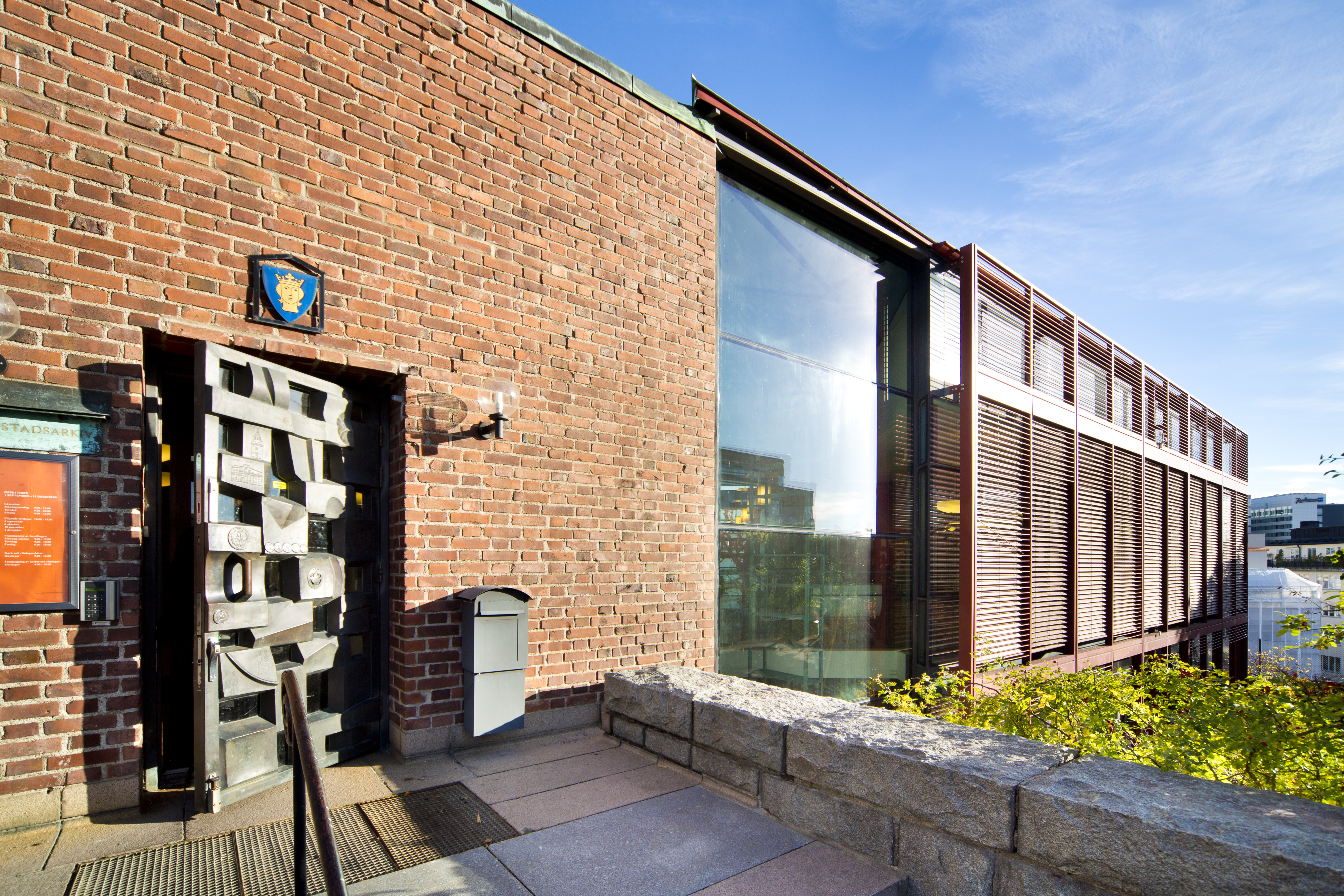
Entrén till Stadsarkivet Kungsklippan.

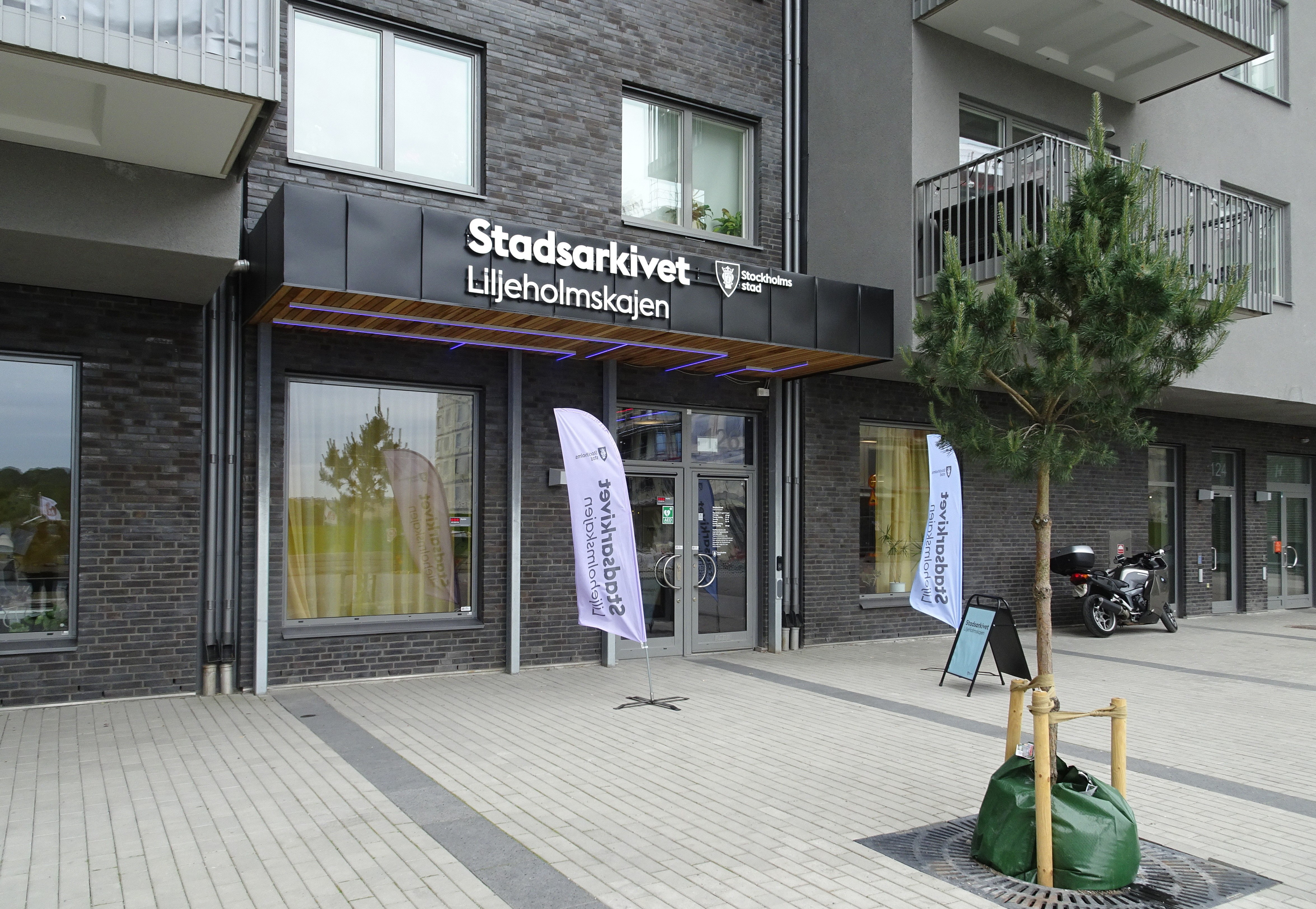
Entrén till Stadsarkivet Liljeholmskajen.

Stockholms stadsarkiv (SSA) bevarar och förvaltar information från Stockholms stad och Stockholms län. De äldsta handlingarna i arkivet upprättades i Stockholm i slutet av 1300-talet. Idag är Stadsarkivet en av världens mest moderna arkivmyndigheter med ansvar för stadens information på många olika typer av mediabärare: papper, fotografier, film, ljudband och digitala format. Digital arkivering sker i stadens e-arkiv. Det omfattande folkbokföringsarkivet Rotemansarkivet (1878–1926) och Stockholms stads byggnadsritningar (1713–1978), stadens unika arkiv av byggnadsritningar, är internationellt välkända. 
Stadsarkivet finns sedan 2019 på två platser i staden. Dels på Kungsklippan 6 på Kungsholmen i Stockholm, och sedan 2019 på Stadsarkivet Liljeholmskajen vid Sjöviksvägen 126 i Årstadal, där bland annat det stora ritningsarkivet bevaras.
I arkivets läsesal finns möjlighet att ta del av information ur arkiv och bibliotek, få sakkunnig hjälp, söka i databaser, och uppleva olika programevenemang. Visningar av lokaler och arkivmagasin kan bokas av skolklasser eller grupper. Stockholms stadsarkiv fick sin moderna organisation 1930 och leds idag av Stockholms stads arkivutskott under Kulturnämnden.

## Byggnaden

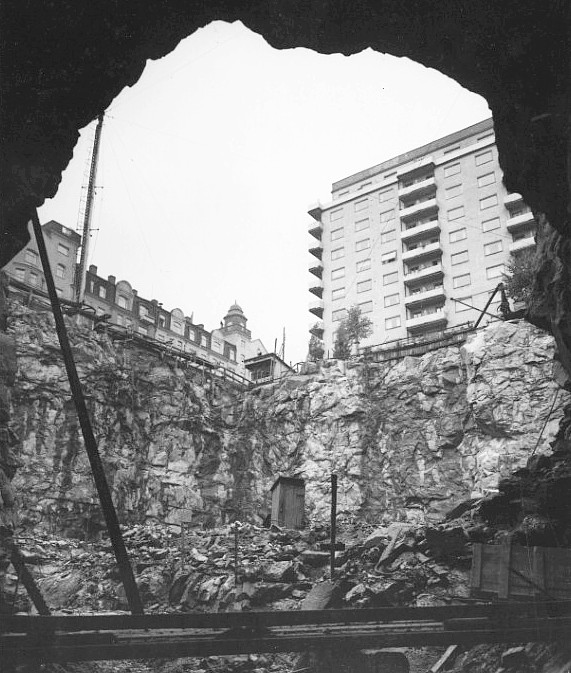
Arkivets magasin sprängs ut i Kungsklippan.

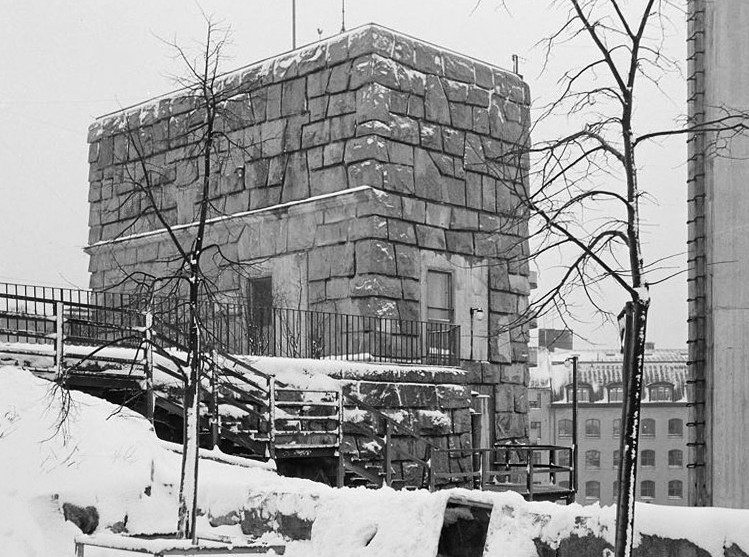
Ingång till Stadsarkivet, 1950-tal

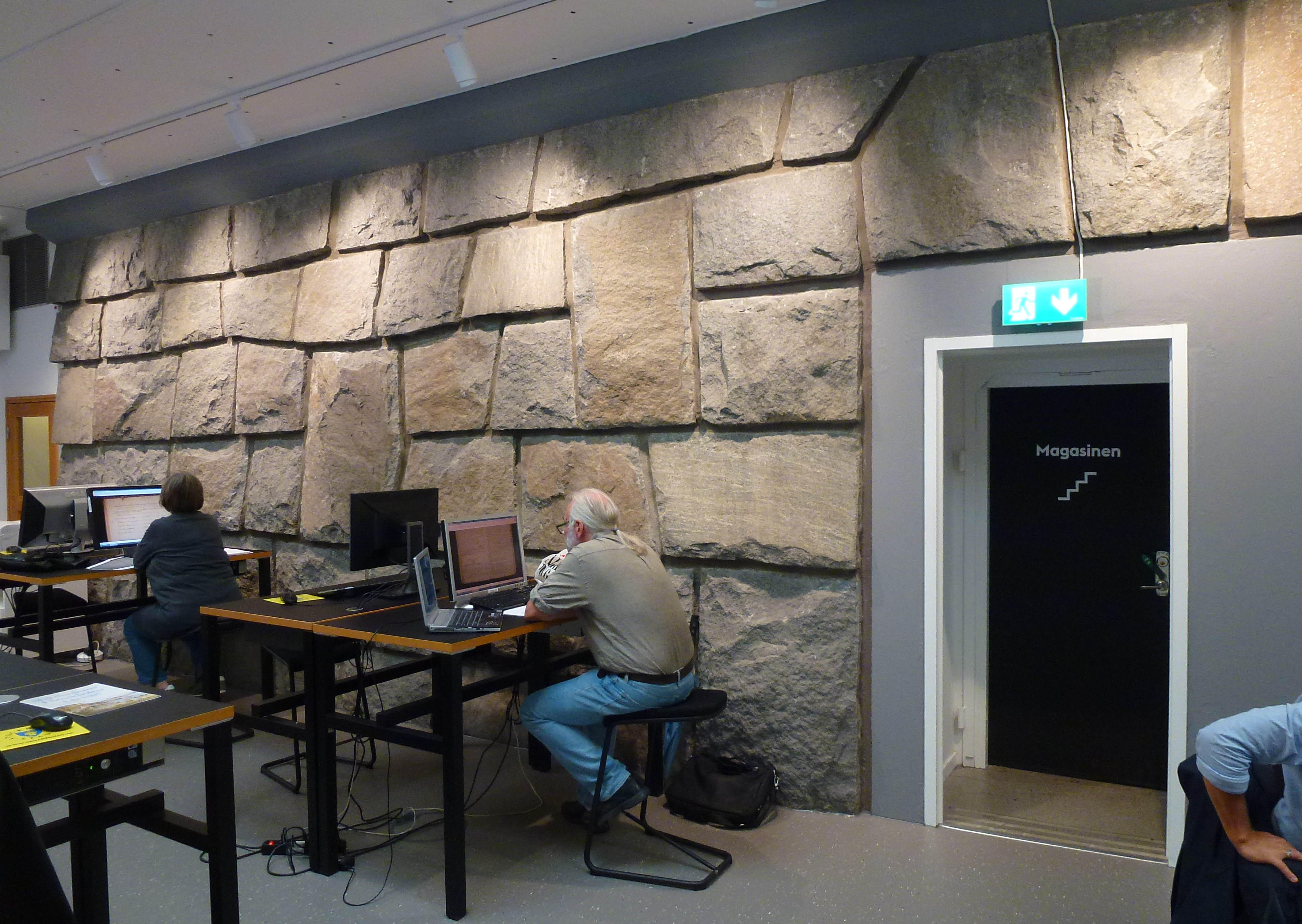
Gamla ingången idag.

År 1943 invigdes det sju våningar djupa magasinet i Kungsklippan. Stadsarkivets byggnation hade då, på olika sätt, debatterats sedan 1902. Många olika lösningar hade presenterats under årens gång. En viktig tvistefråga som försvårade genomförandet var den framtida arkivbyggnadens roll som både arkiv för stadens arkivhandlingar och för statens regionala handlingar. Realiserandet av projektet följde på en arkitekttävling som stadsplanenämnden i Stockholm arrangerade 1939–1940 med fyra inbjudna arkitekter: Gunnar Asplund, Paul Hedqvist, Cyrillus Johansson och Ivar Stål. Sakkunnig i tävlingsjuryn var Ivar Tengbom. Gunnar Asplund vann tävlingen men hann inte påbörja byggnaden före sin död på hösten 1940.
Projektet övertogs istället av arkitekten Sven Ivar Lind som inte kunde genomföra Asplunds förslag i alla delar. Andra världskriget försenade samtidigt projektet vilket krävde komplicerade sprängningar och konstruktionslösningar på byggnadsplatsen i Kungsklippan. De första sprängningarna i berget skedde i oktober 1940 och inflyttningen av arkivalier kunde påbörjas i mars 1943. Under åren 1943–1958 saknade Stadsarkivet administrativa lokaler över marknivå. Besök till arkivet skedde genom trapphusets övre del och forskarsalen var inrymd i den högst upp belägna magasinsvåningen.
I början använde Stadsarkivet bara tre av sju magasinsvåningar för egna behov. Övriga delar var inledningsvis avsedda för militära ändamål. Här fanns skyddsrum och evakueringsutrymmen för stadens förvaltningar vid ett eventuellt krigshot mot Stockholm. Efter kriget hyrdes delar av magasinen ut till civila verksamheter. Successivt övertog dock Stadsarkivet alla magasinsplan.  
Sven Ivar Lind bearbetade efter andra världskriget Gunnar Asplunds planer för den administrativa delen ovan jord med läsesal och andra publika delar. Asplund hade tänkt sig att återanvända den utsprängda stenen från Kungsklippan som fasadmaterial i den nya byggnaden. Men endast den ursprungliga entrén, som bara innehöll trapphuset med två hissar från Graham Brothers och en betongtrappa, kläddes med natursten. Gamla entrén syns på ett äldre fotografi från 1950-talet och ligger numera i entréhallen.
Byggnaden uppfördes istället med fasader av rött tegel och glas under åren 1958–1959. Den konstnärliga utsmyckningen bestod bland annat av en vävnad i läsesalen av Alf Munthe, en entréport i koppar av Per-Erik Willö och skulpturala verk av Bror Hjorth och Robert Nilsson. Möbler och inredningar formgavs av John Kandell.
Utanför byggnaden hälsar bronsstatyn Mimi – eller La petite baigneuse – av konstnären Gunnar Nilsson besökarna välkomna till arkivet. Parken runt huset ritades av stadsträdgårdsmästare Holger Blom och hans medarbetaren Erik Glemme.
Stadsarkivets lokaler byggdes till med ett glashus och moderniserades 2004. Nybyggnaden ritades av Berg Arkitektkontor. Konstnären Björn Olsén har utformat alla nya konstnärliga utsmyckningar, bland annat det skulpturala verket Arkivhyllan. Lindar i parken utanför Stadsarkivet har inspirerat verk i både de publika delarna och i magasinen. 

### Exteriör

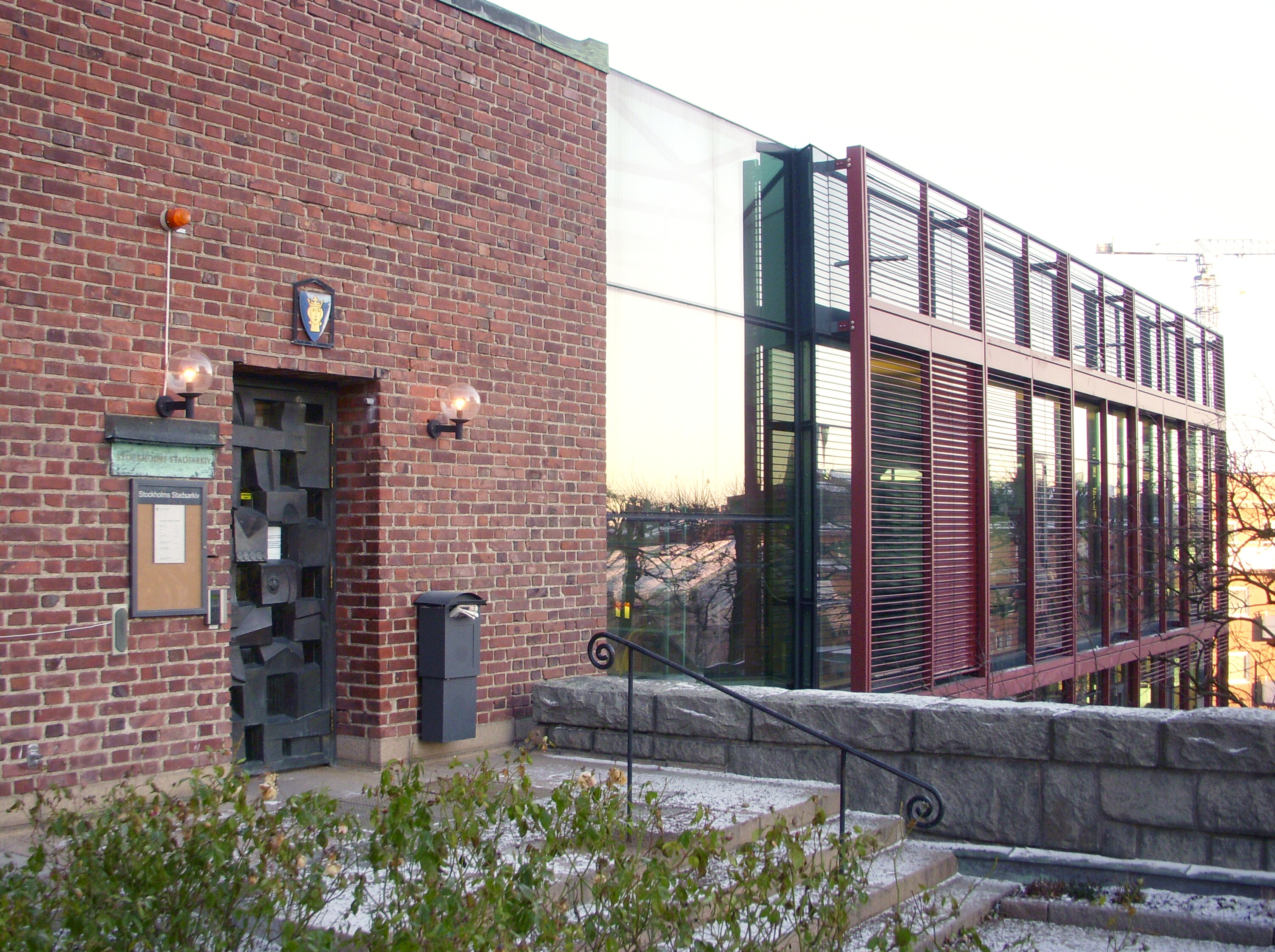
Stockholms stadsarkiv från Kungsklippan
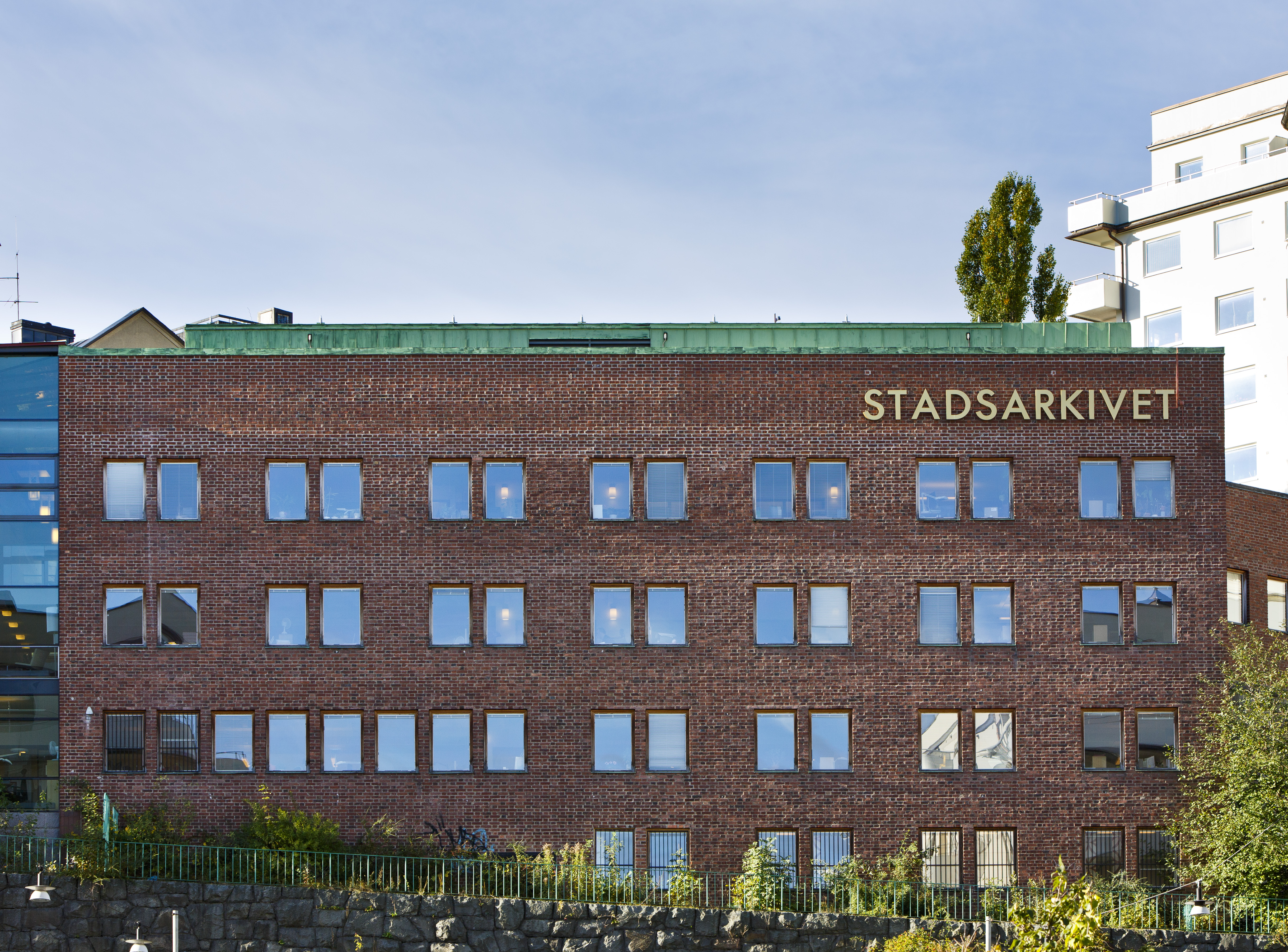
Byggnaden från öster
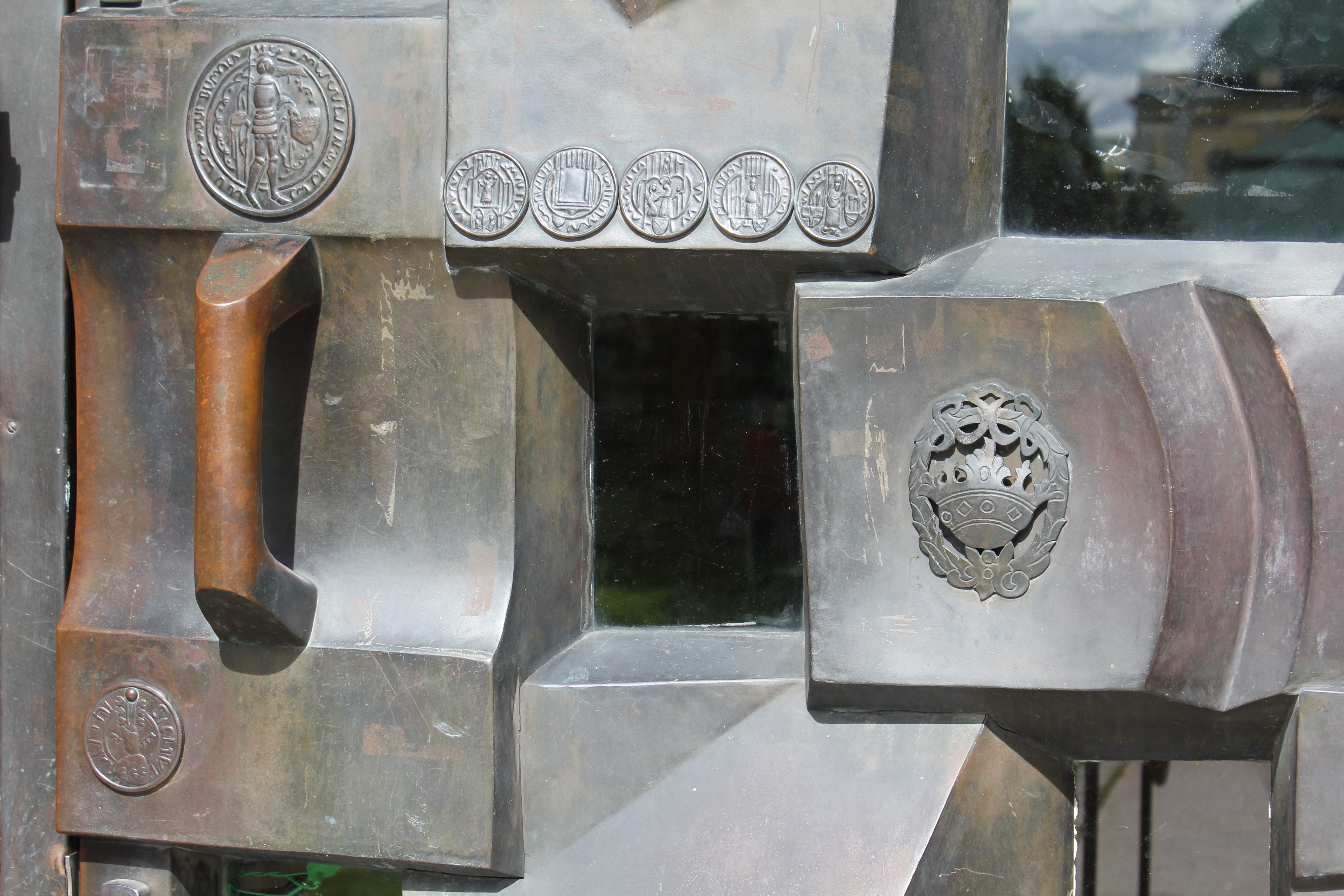
Port, detalj
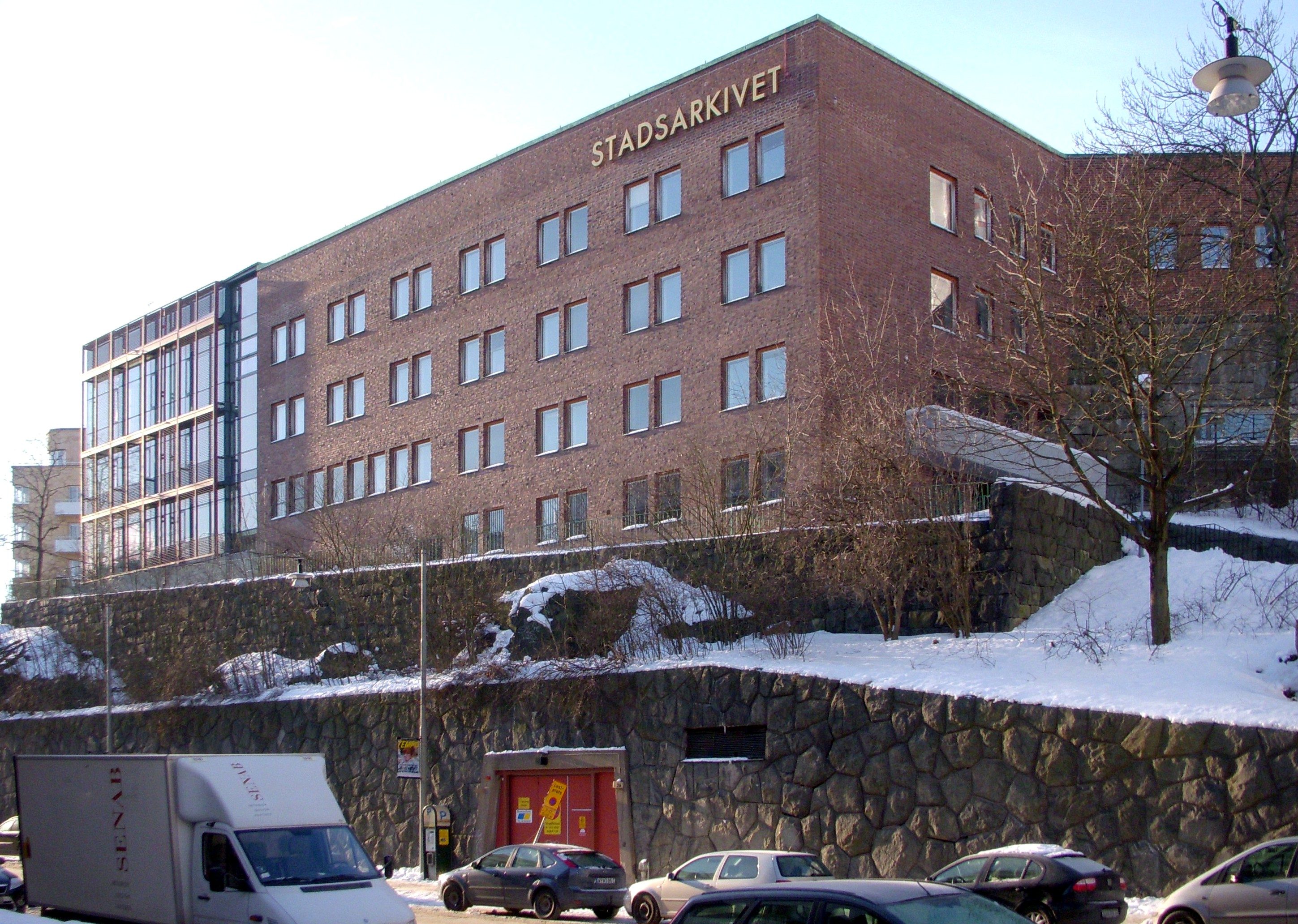
Fasad mot Kungsholmsgatan

### Interiör

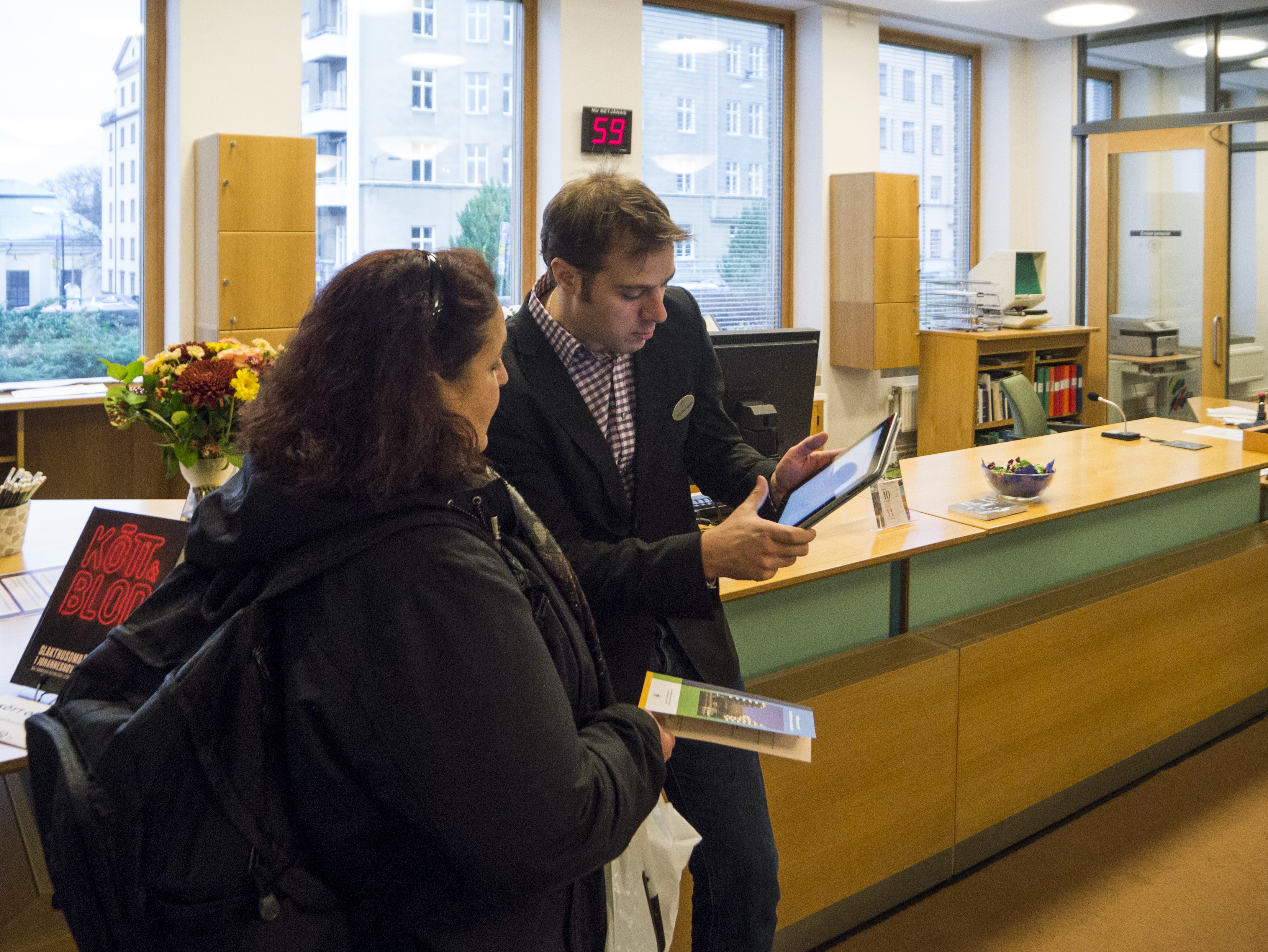
Expedition
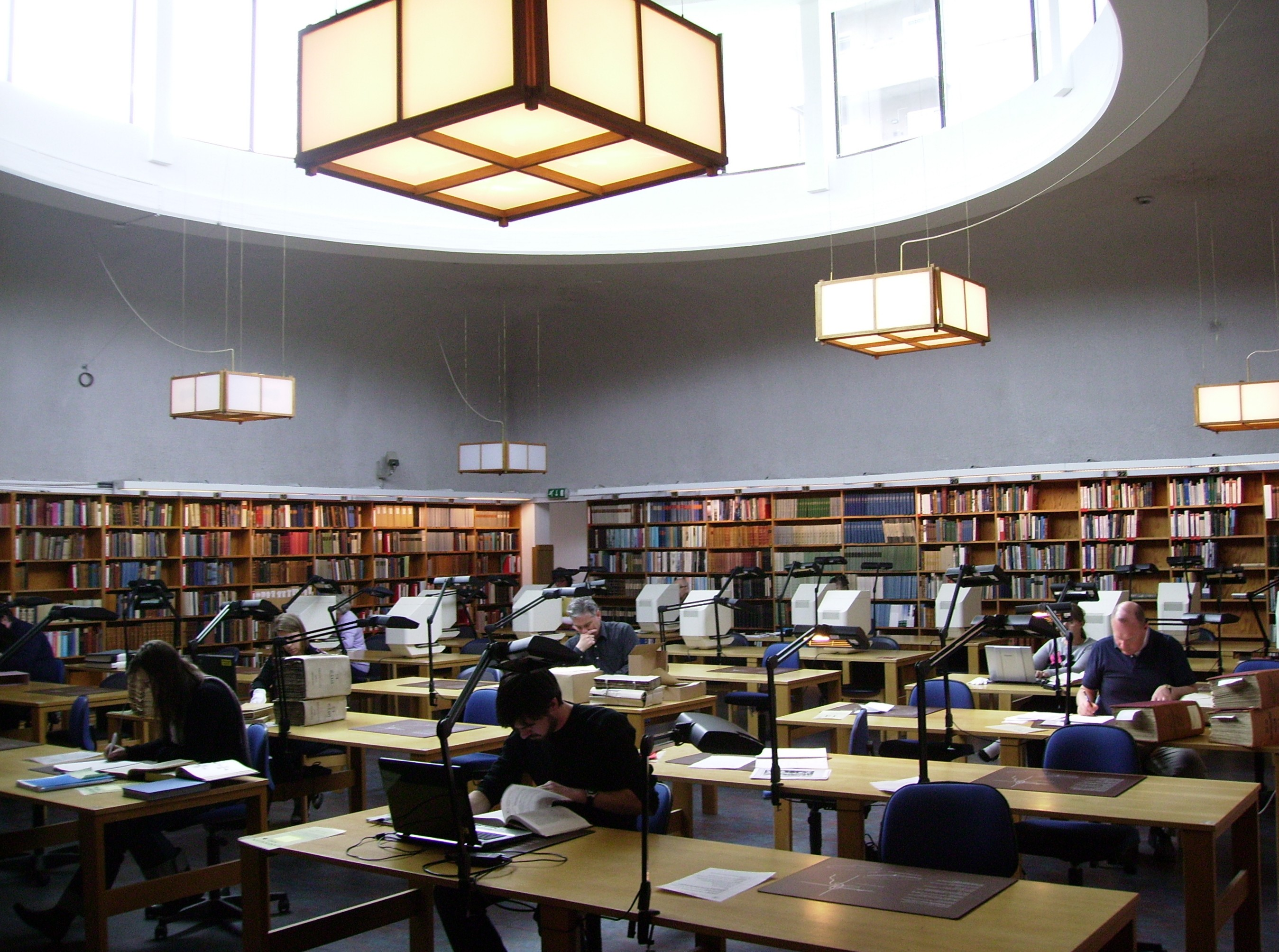
Läsesalen
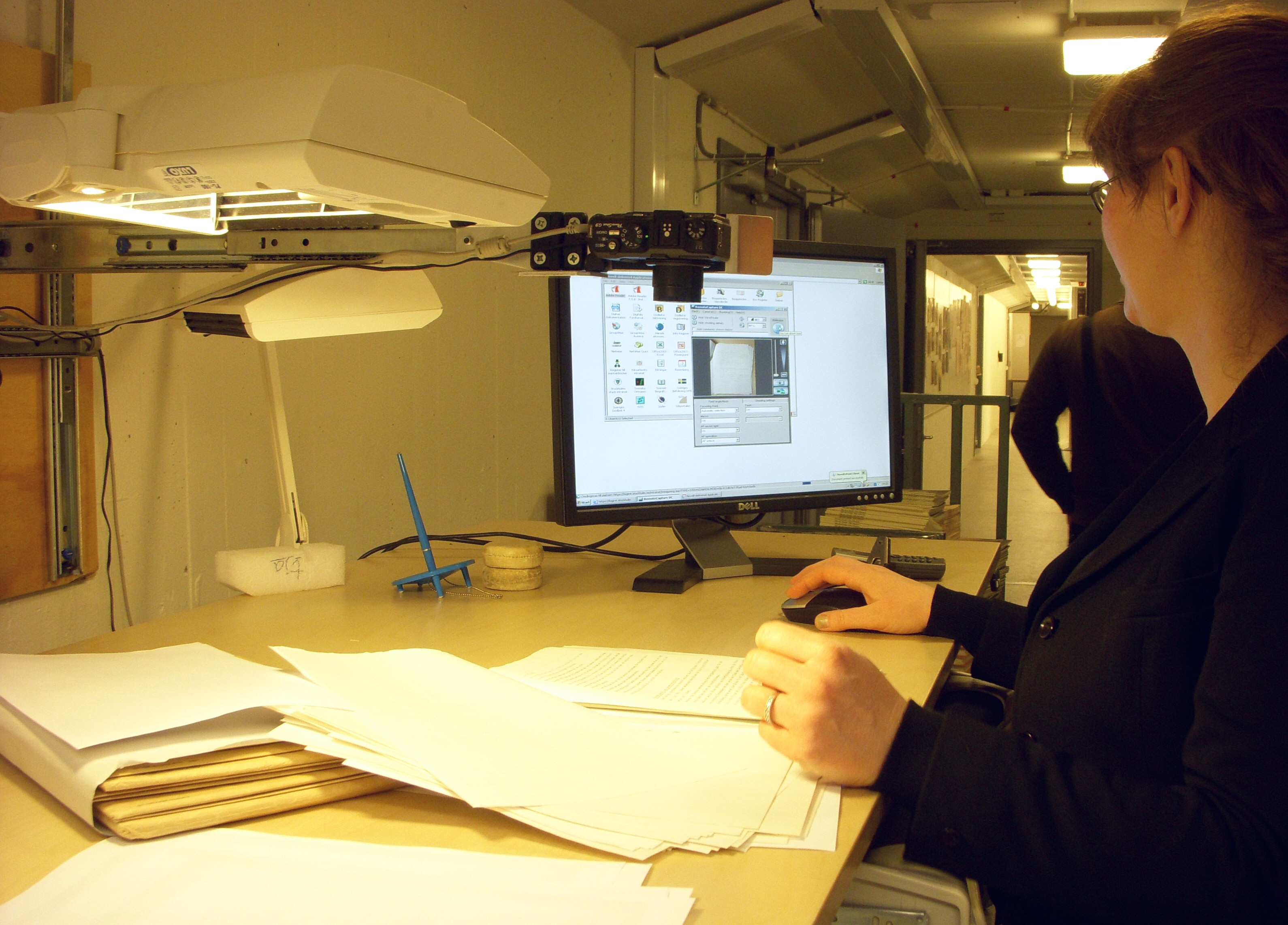
Fotografering av dokument
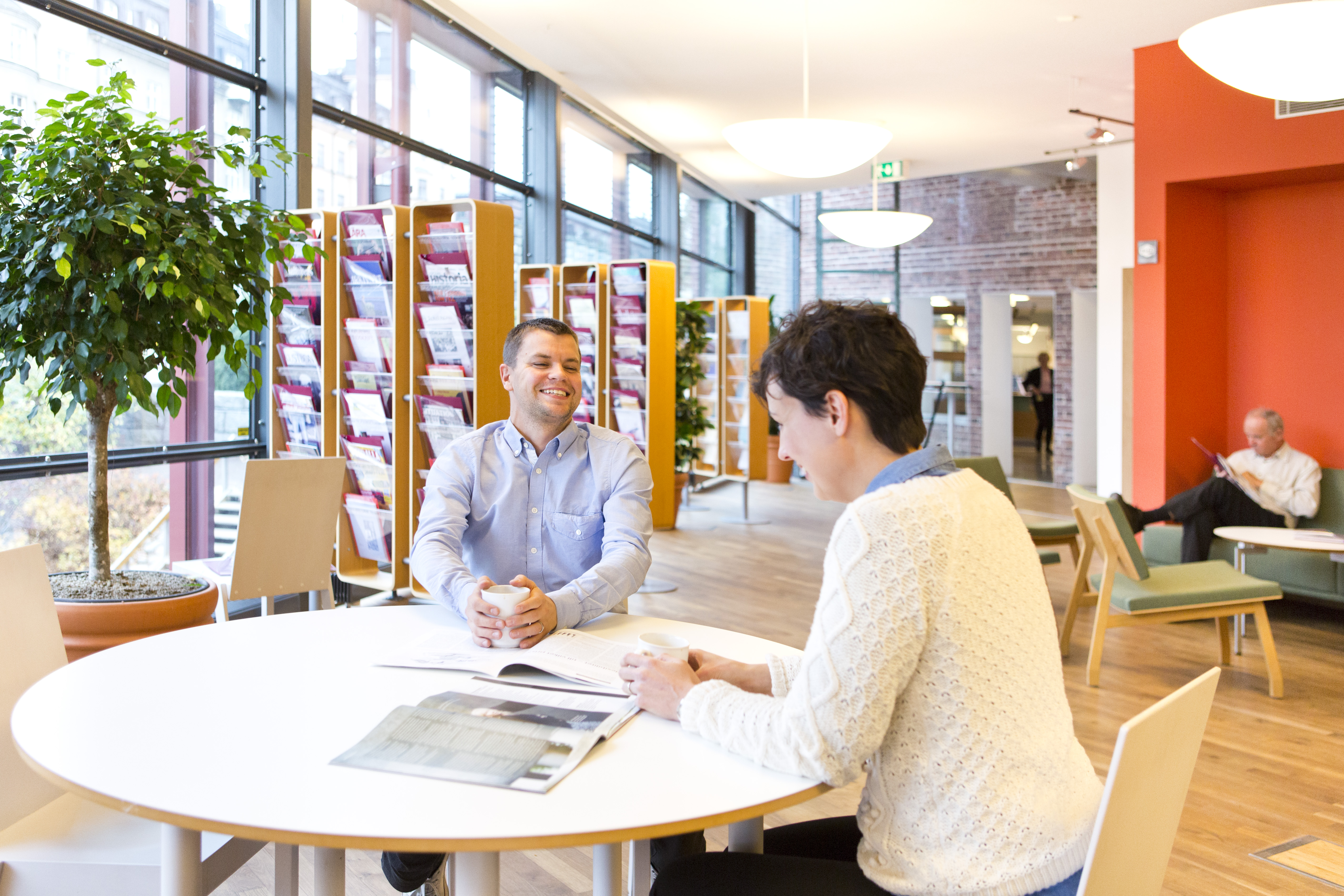
Kafé och evenemangsavdelning

## Verksamheten

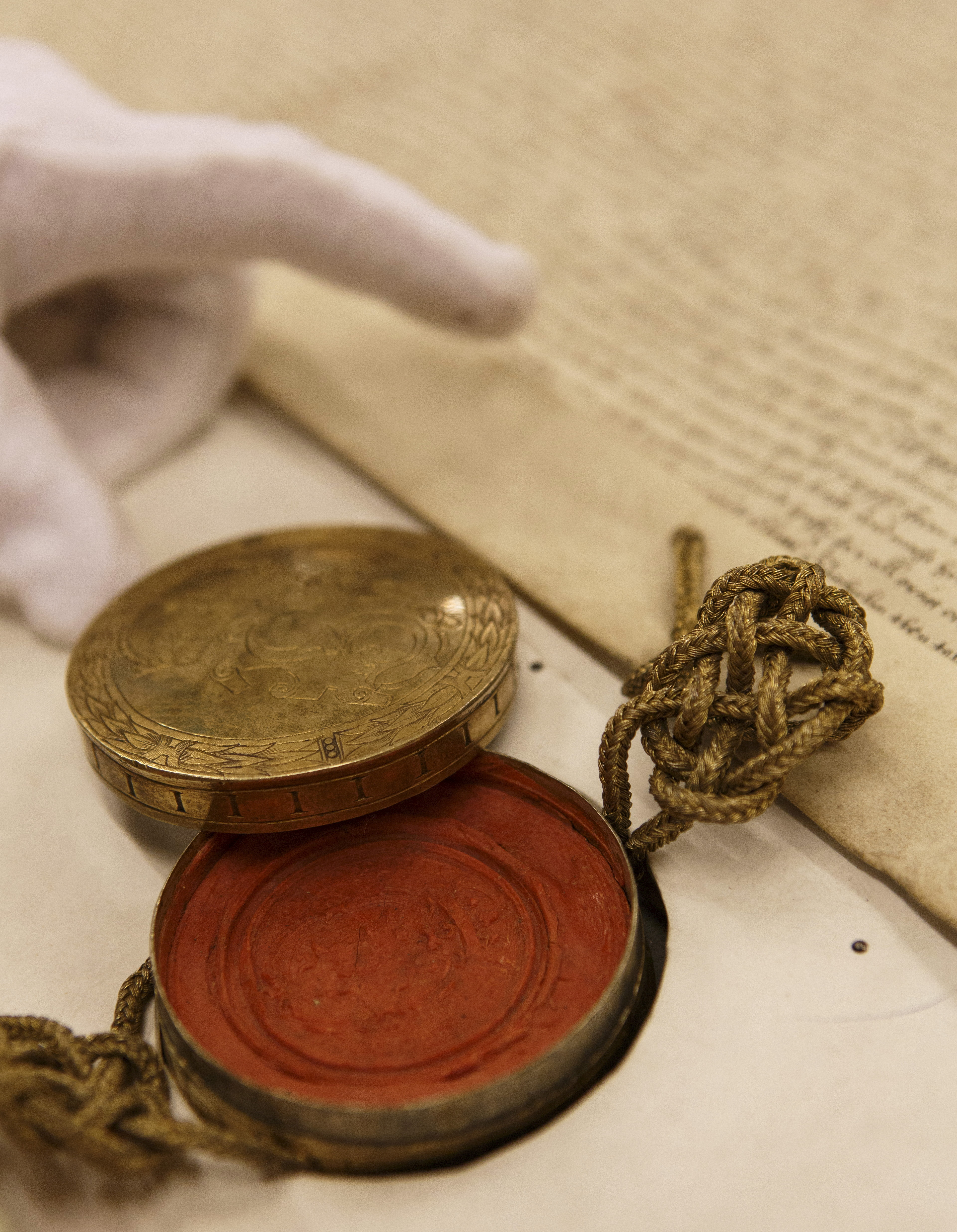
Medeltida sigill på handling.

Stadsarkivet har tillsynsansvar för Stockholms stads förvaltningar, bolag och stiftelser. Här förvaras även hela Stockholms läns kyrkoarkiv och arkiv efter till exempel domstolarnas, polisens och tullens verksamhet. Arkivet skall se till att arkivlagen följs och att en god offentlighetsstruktur upprätthålls. Idag är digitisering av pappershandlingar och förvaltning av digitalt skapade handlingar en av Stadsarkivets viktigaste uppgifter. Konservering och bindning av äldre handlingar sker vid behov och ingår som en del i arkivets arbete med att säkerställa att stadens information bevaras för framtiden.

### Arkiv
I Stockholms stadsarkiv finns ett omfattande material för den som söker information om stadens historia. Här förvaras Stockholms tänkeböcker, stadens skotteböcker och dess jordeböcker från 1400- och 1500-talen, likaså ritningar, kartor samt rullor från sjömanshus och barnhus samt ett stort antal fotografier. Skolarkiven är mycket omfattande med bland annat klasslistor och skolbetyg. I Stadsarkivet finns även sociala arkiv, äldre sjukhusarkiv och arkiv från teknisk verksamhet såsom el-, gas- och vattenverk.
Arkivet förvarar även Stockholms äldsta privilegiebrev, Riksrådets privilegiebrev från 1436. Det äldsta dokument som ligger i stadsarkivets bergrum härstammar från den 9 april 1389 och är från borgmästare och råd i tyska staden Iserlohn (Ysernlohen) i Westfalen till borgmästare, fogde och råd i Stockholm om utbekommande av arv till borgerskan i Iserlohn Elzebe Vinnes efter systersonen Johan Plumen.
I Stadsarkivet finns ett stort antal enskilda arkiv från organisationer, frikyrkor, idrottsföreningar, företag och privatpersoner. Allt finns tillgängligt för forskning och insyn. 

### Världsminne
Den 26 maj 2011 beslutade FN-organet Unesco att föra in Stockholms stads byggnadsritningar (1713–1978) vid Stockholms stadsarkiv på listan över Världsminnen.

### Stadsarkivet Liljeholmskajen
Den 10 juni 2019 öppnade Stockholms stad och Stadsarkivet ett byggnadshistoriskt center i två bergrum som tidigare ägdes av Vin & Sprit vid Liljeholmskajen. På Stadsarkivet Liljeholmskajen vid Sjöviksvägen 126 finns även delar av Trafikkontorets arkiv. En central del i utbudet i det nya arkivet är Stockholms historiska byggnadsritningar med cirka två miljoner ritningar från 1700-talet och framåt som tidigare fanns på Stadsarkivets lokaler på Kungsklippan. Arkivet inrymmer hör- och läsesalar. Det finns möjlighet att beställa arkivhandlingar och arkivpersonal finns på plats.

### Bilder på föremål och arkivet (urval)

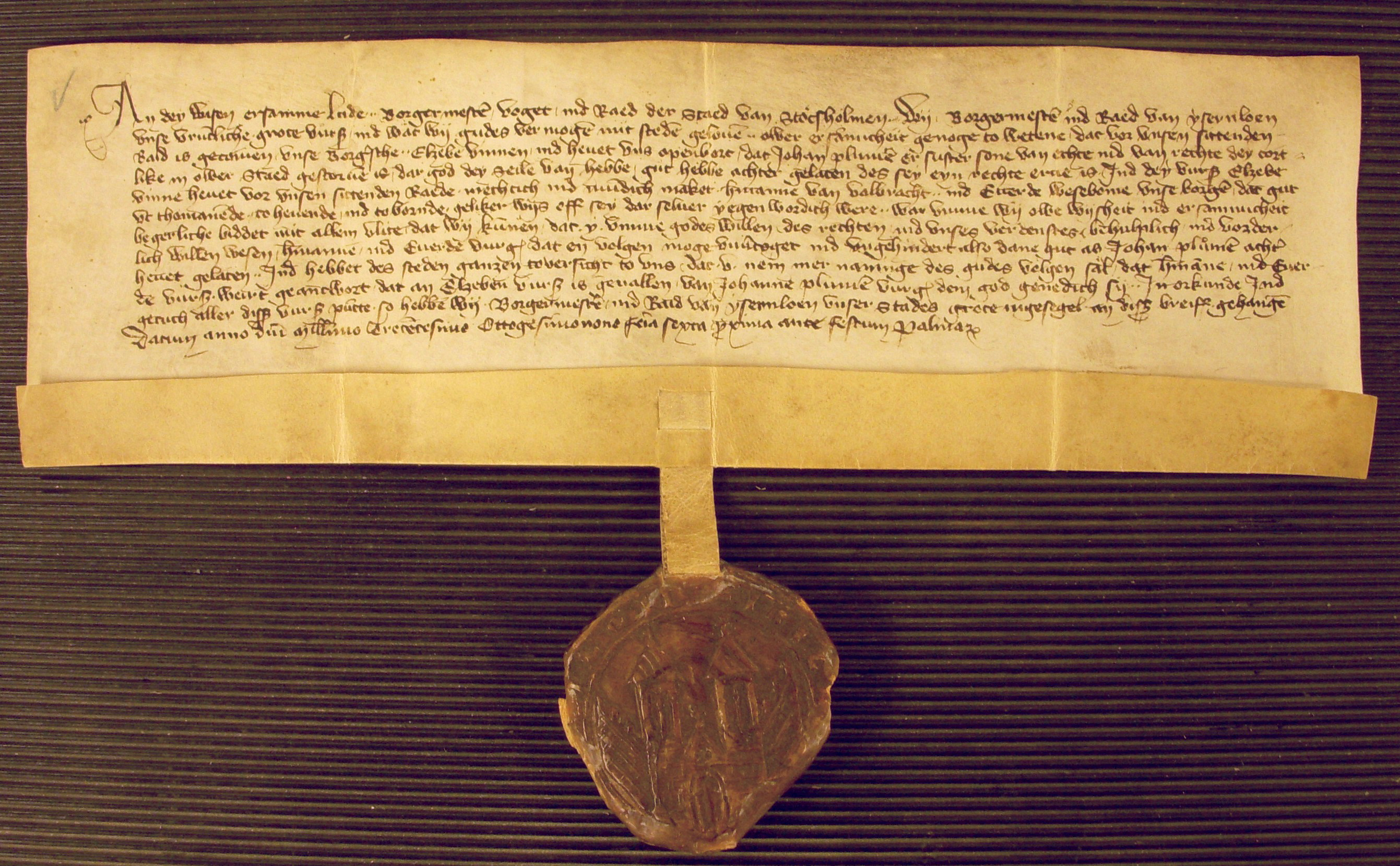
Arkivets äldsta dokument är från 9 april 1389
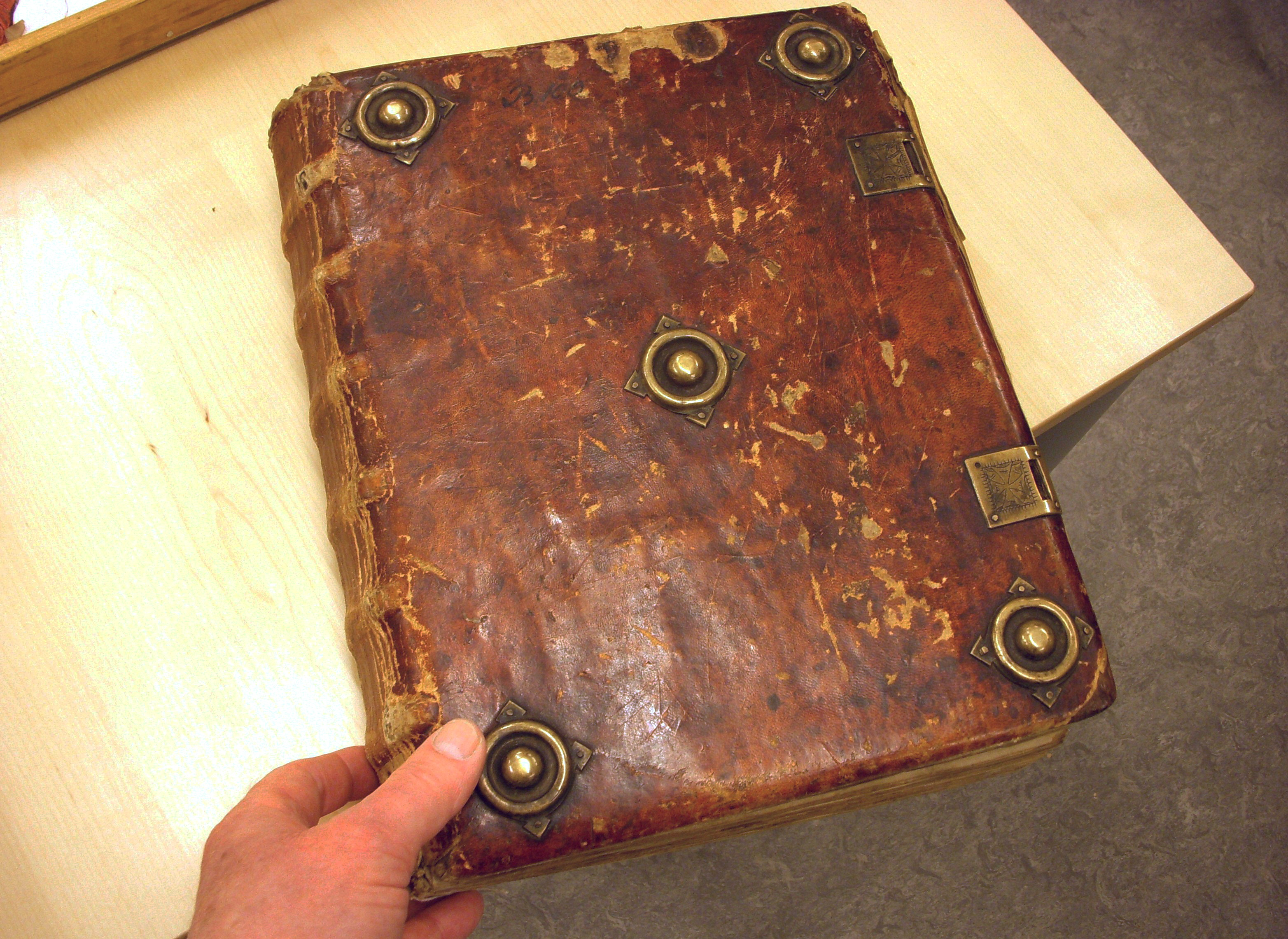
Stockholms stads jordebok 1420–1470
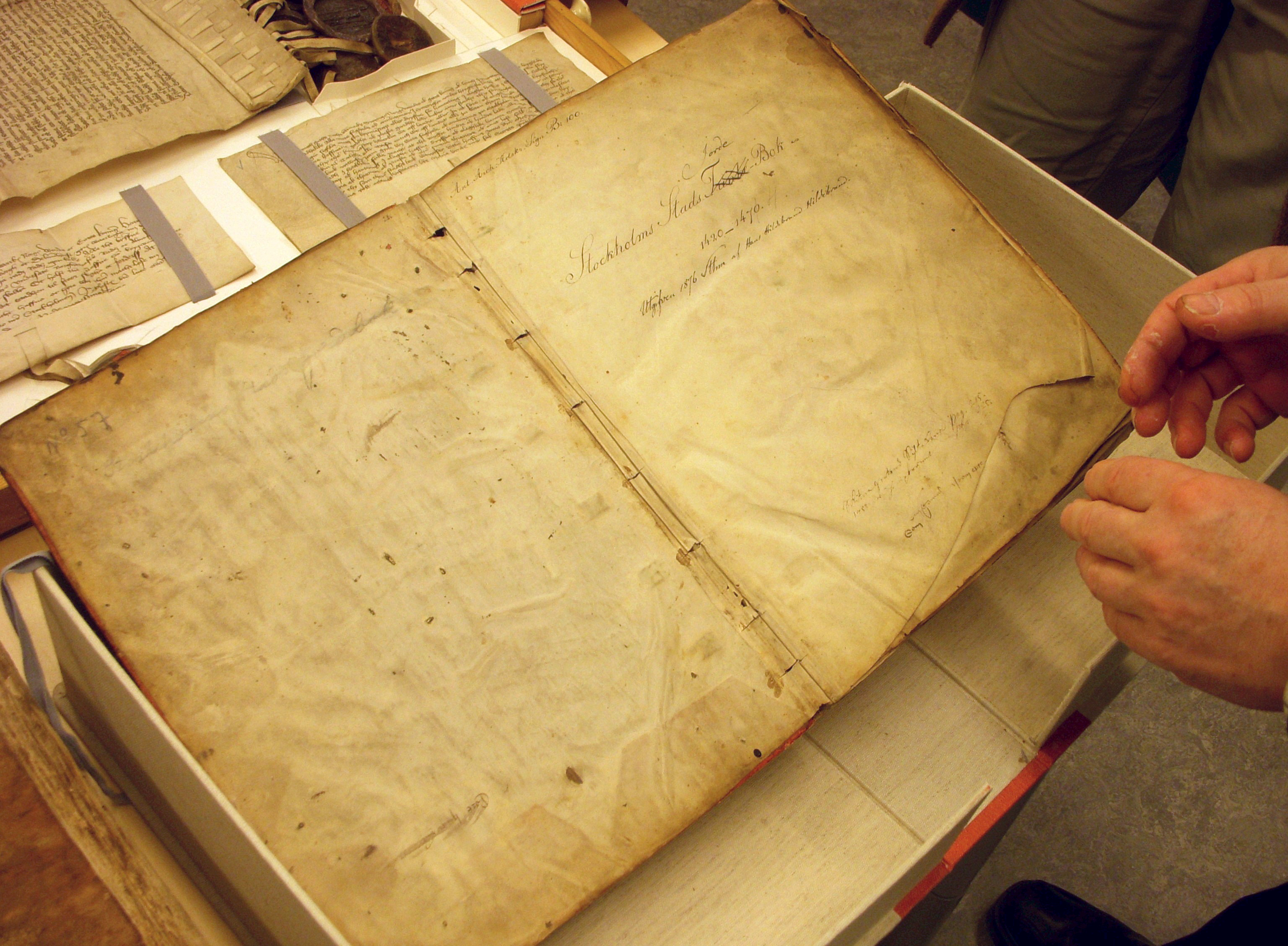
Stockholms stads jordebok 1420–1470
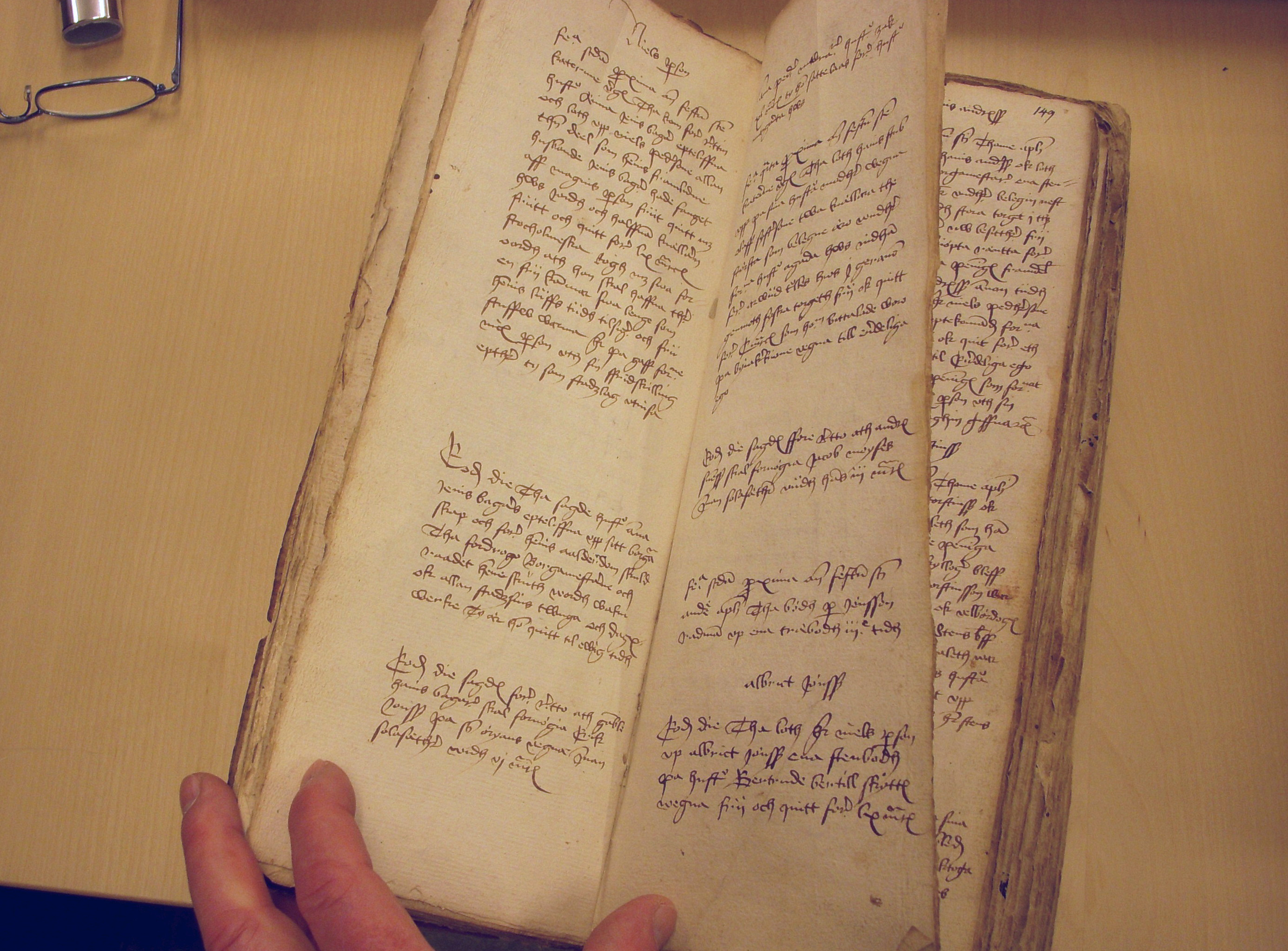
Stockholms stads tänkebok
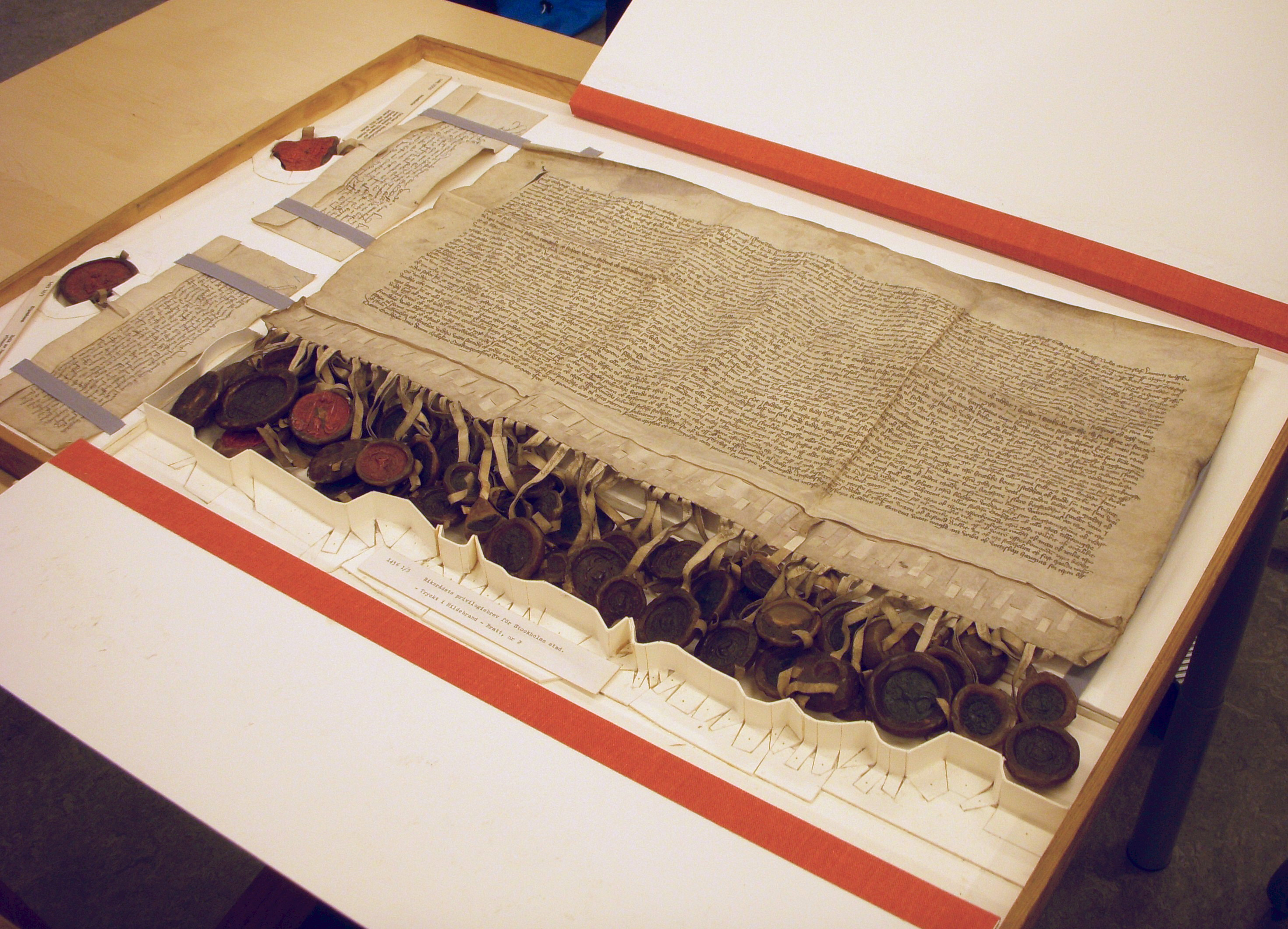
Privilegiebrevet från 1436
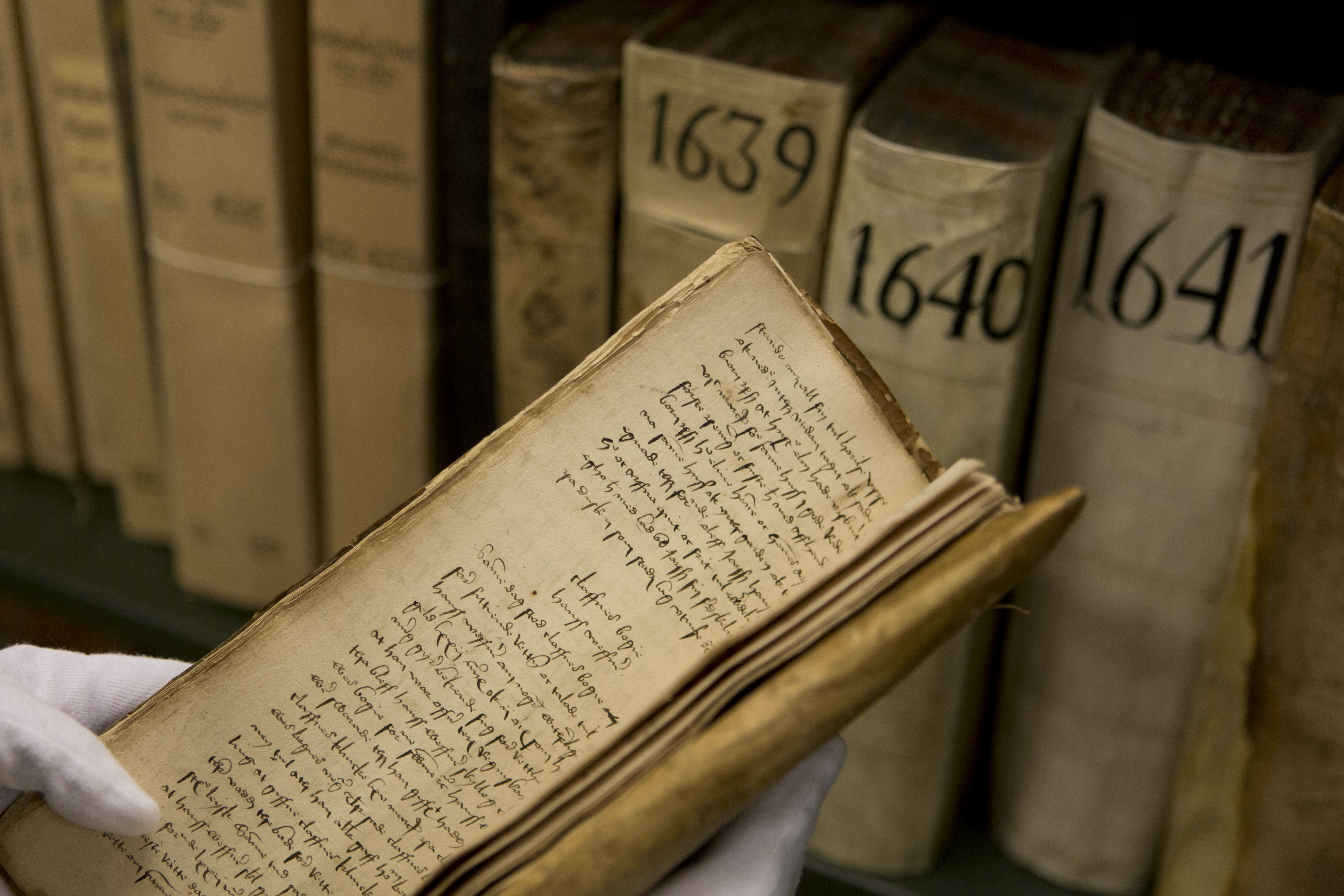
Handlingar från 1600-talet
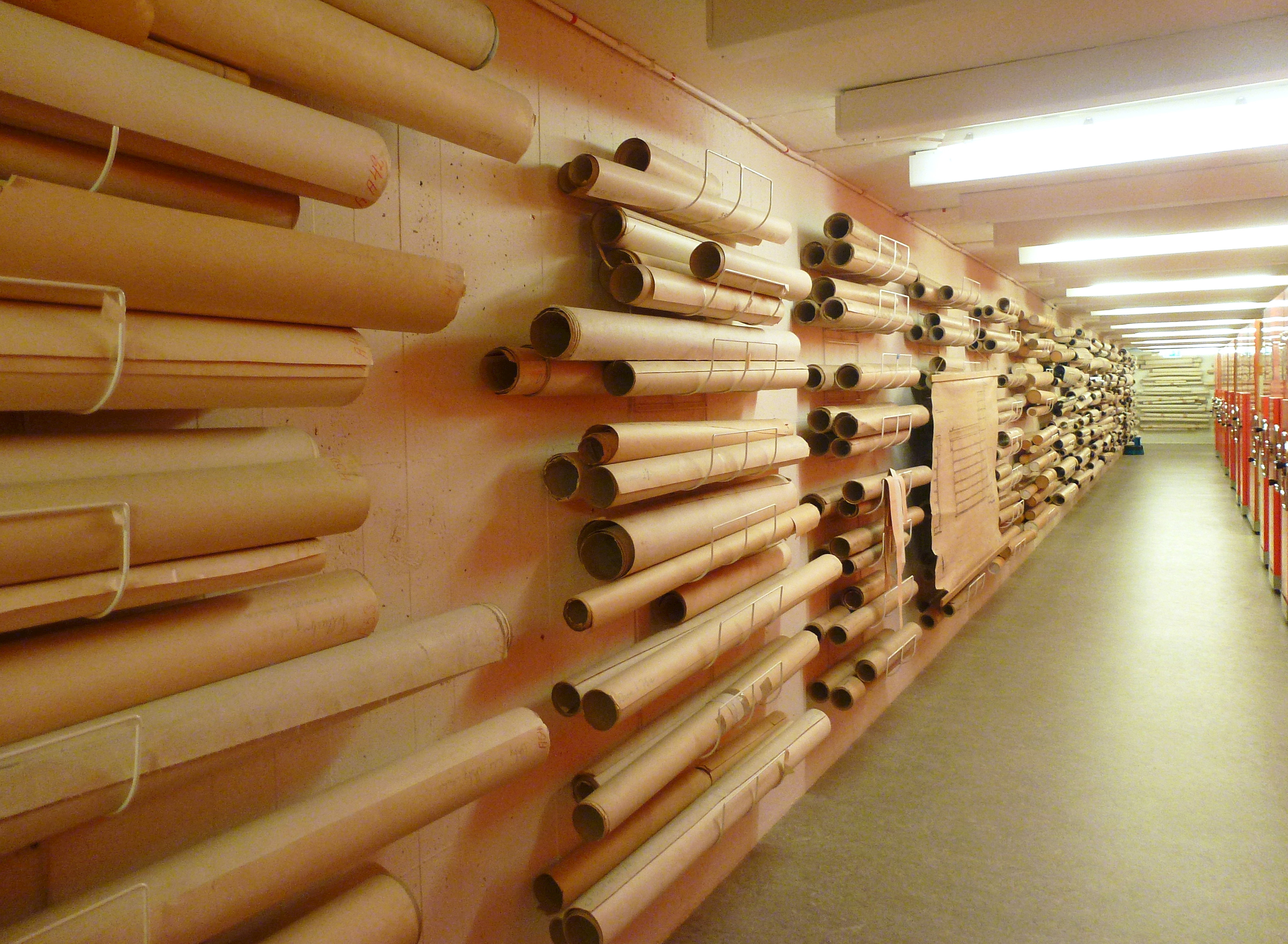
Världsminnet Stockholms stads bygglovsritningar, 1713–1978
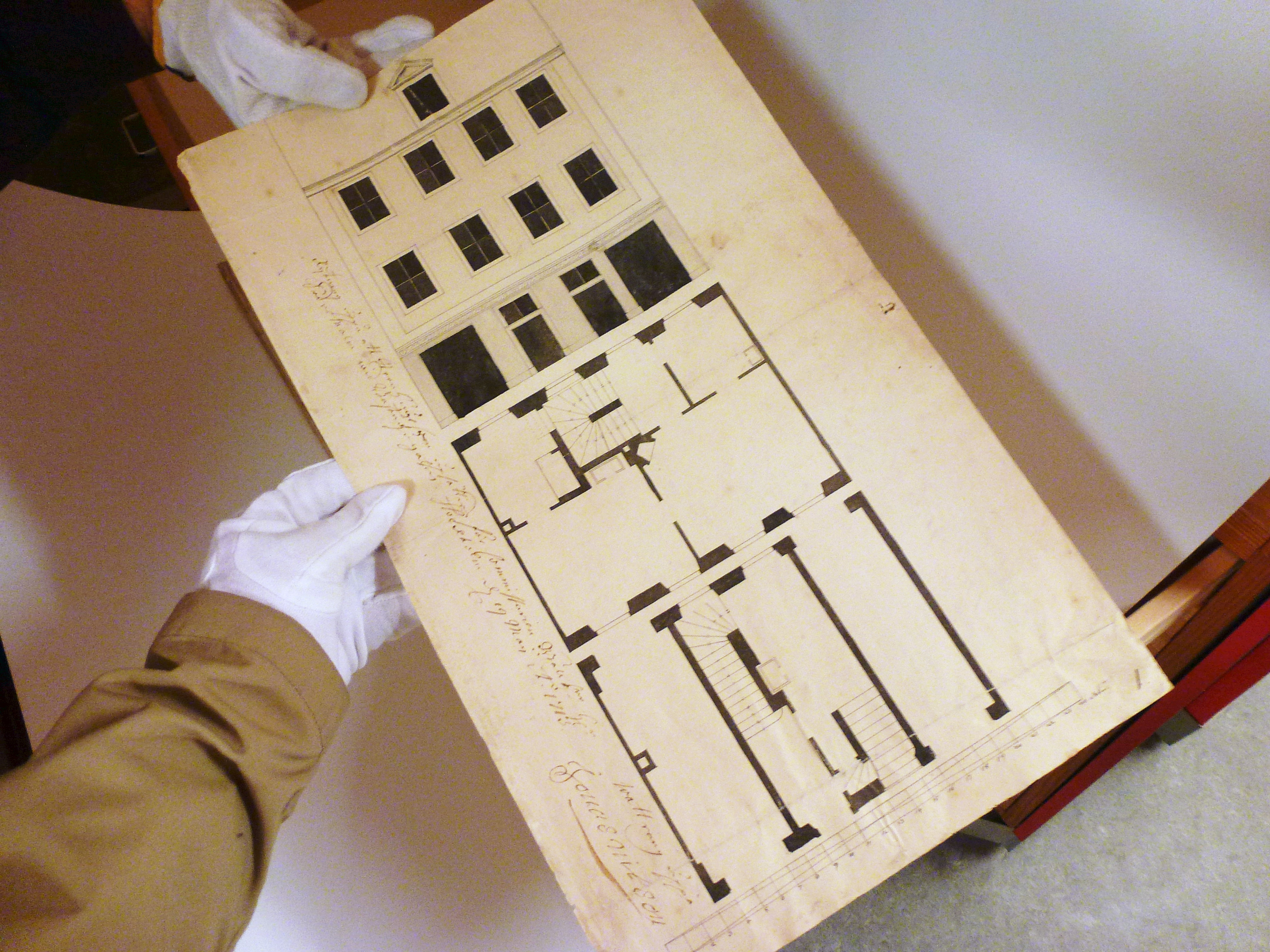
Stockholms stads äldsta bevarade bygglovsritning från 1713, ingår i världsminnet
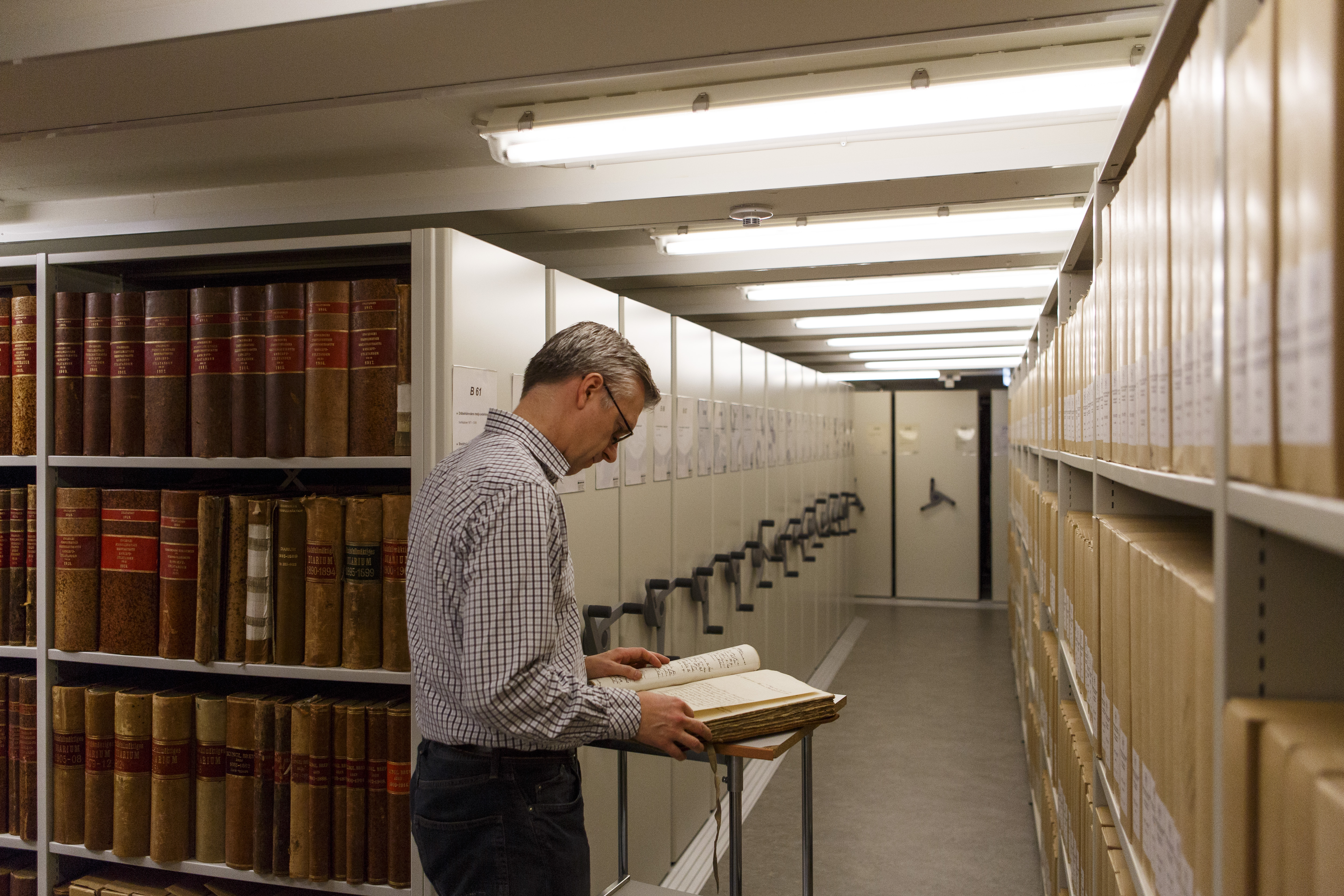
Stockholms kommunfullmäktiges arkiv
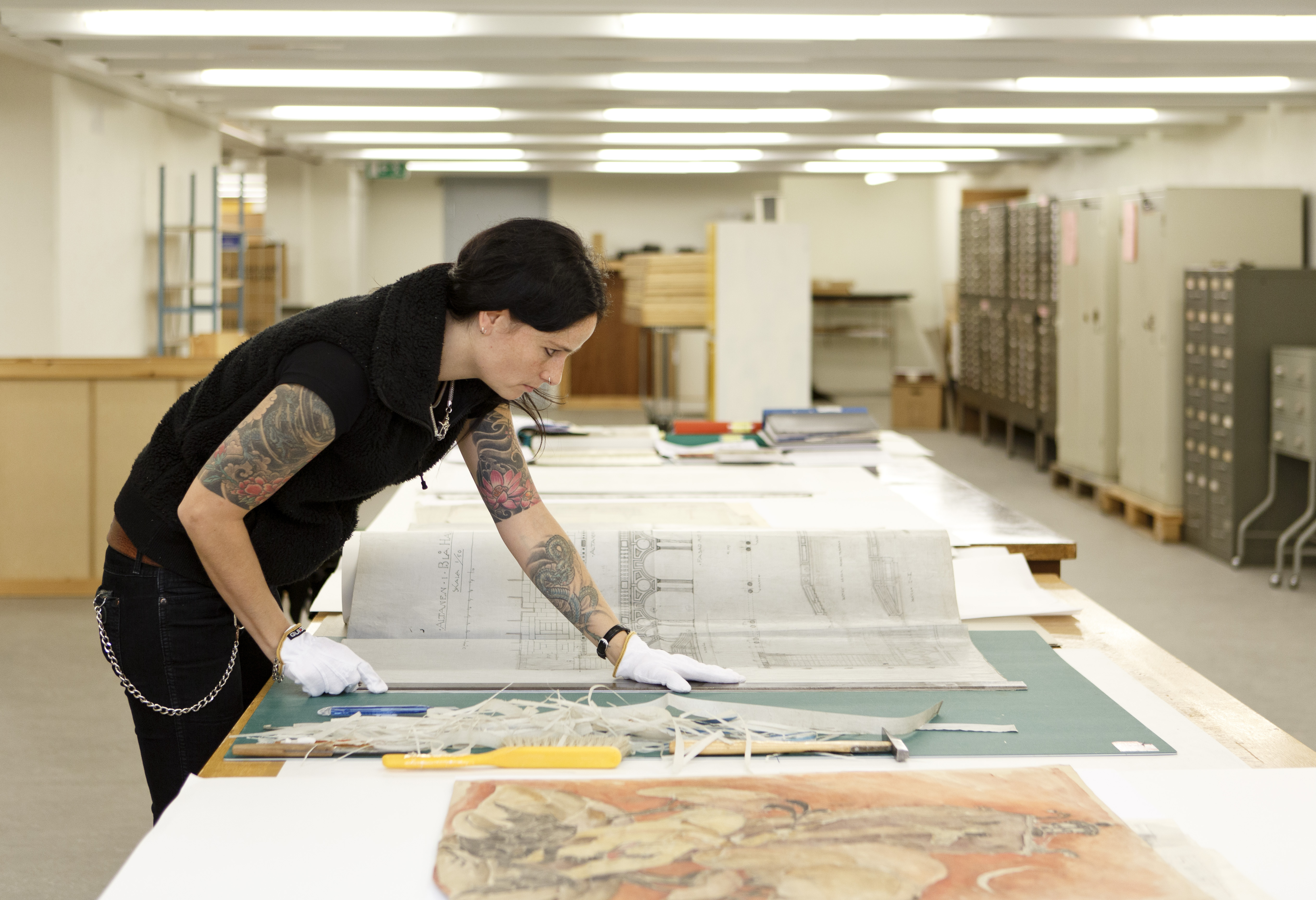
Kart- och ritningsarkivet
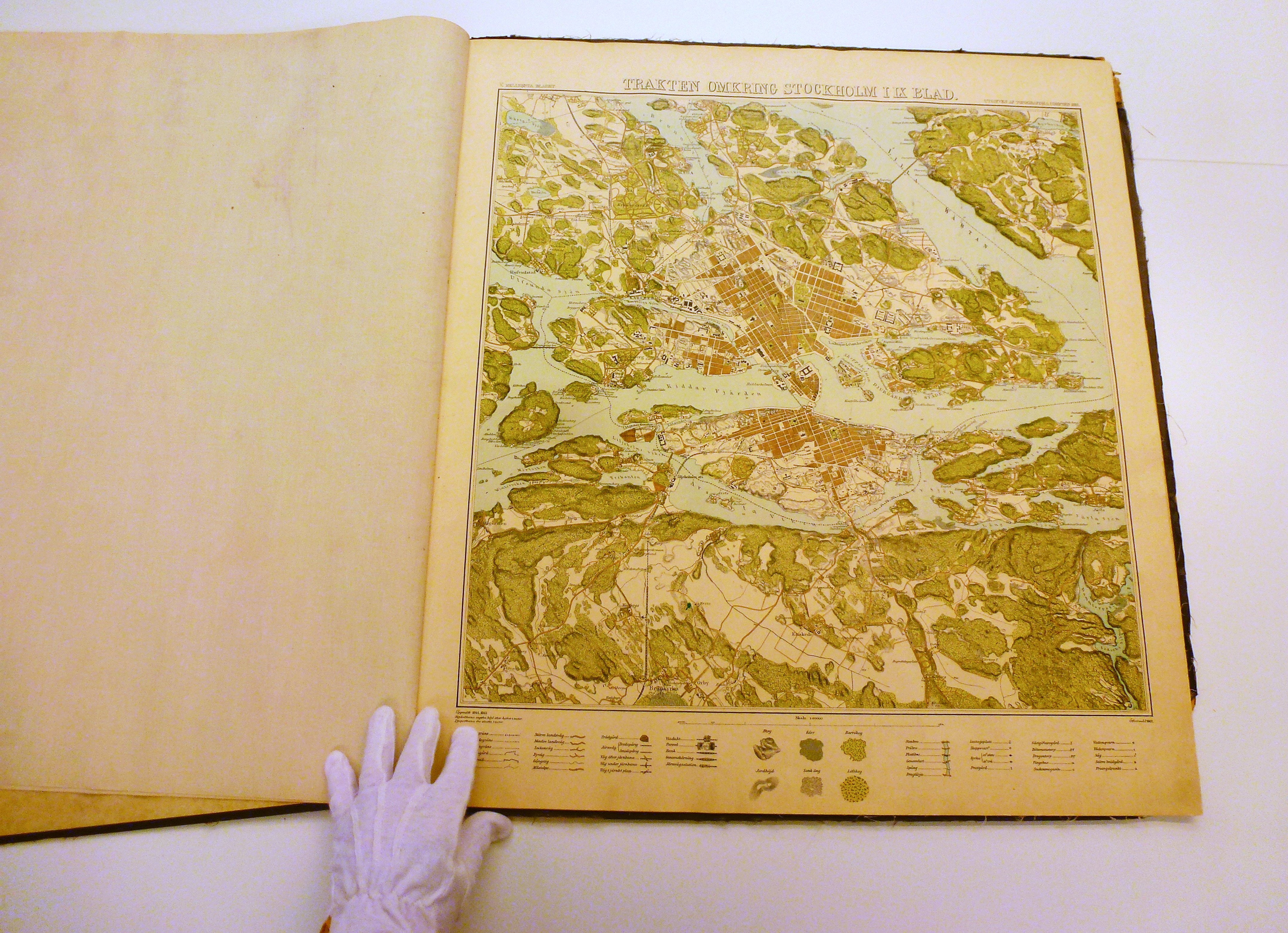
Kartverket "Trakten kring Stockholm i 9 blad"
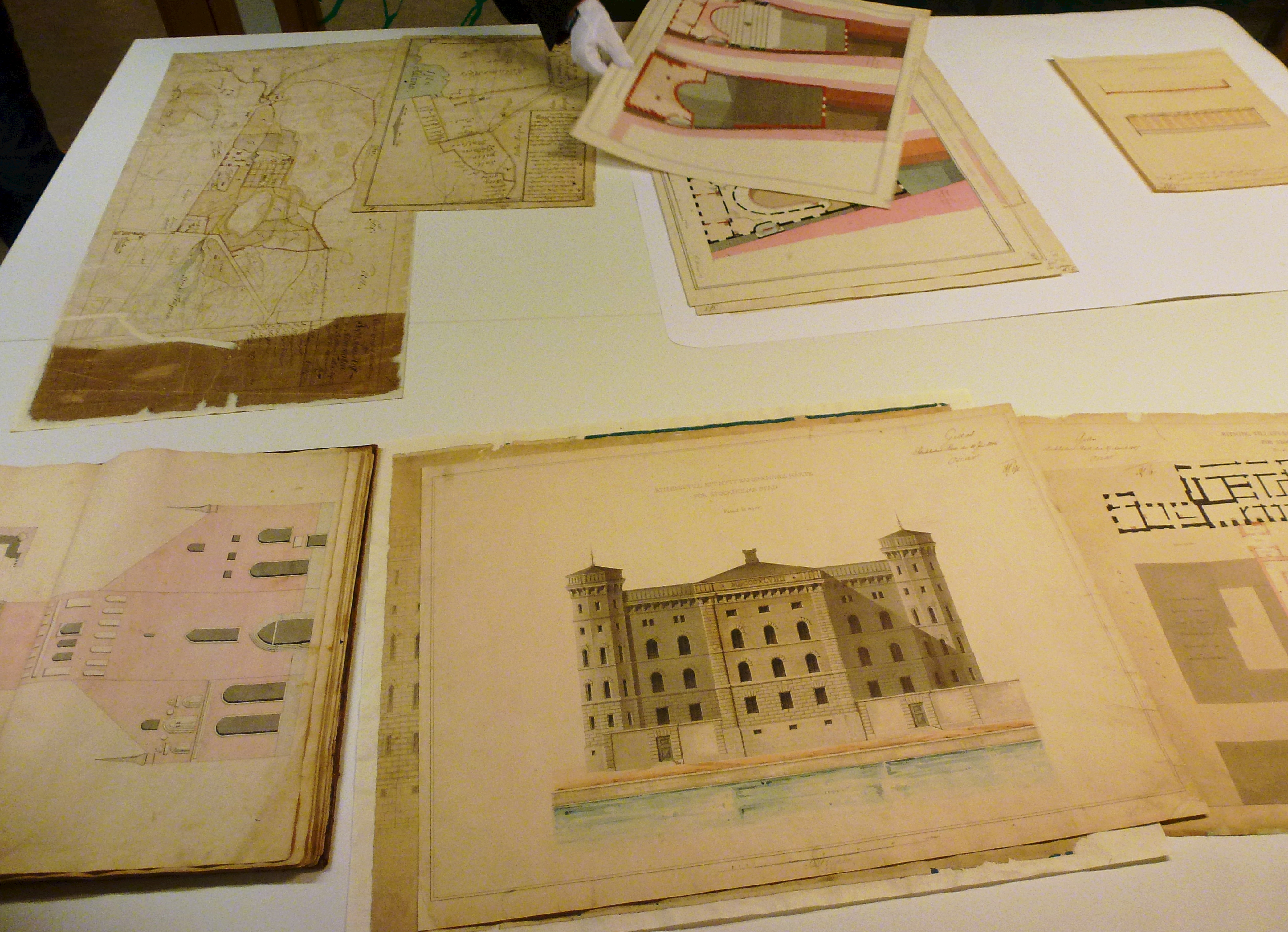
Kart- och ritningsarkivet